# Adolf Brüning (Ratsherr)

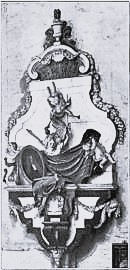
Epitaph in der Marienkirche (Zustand vor 1942)

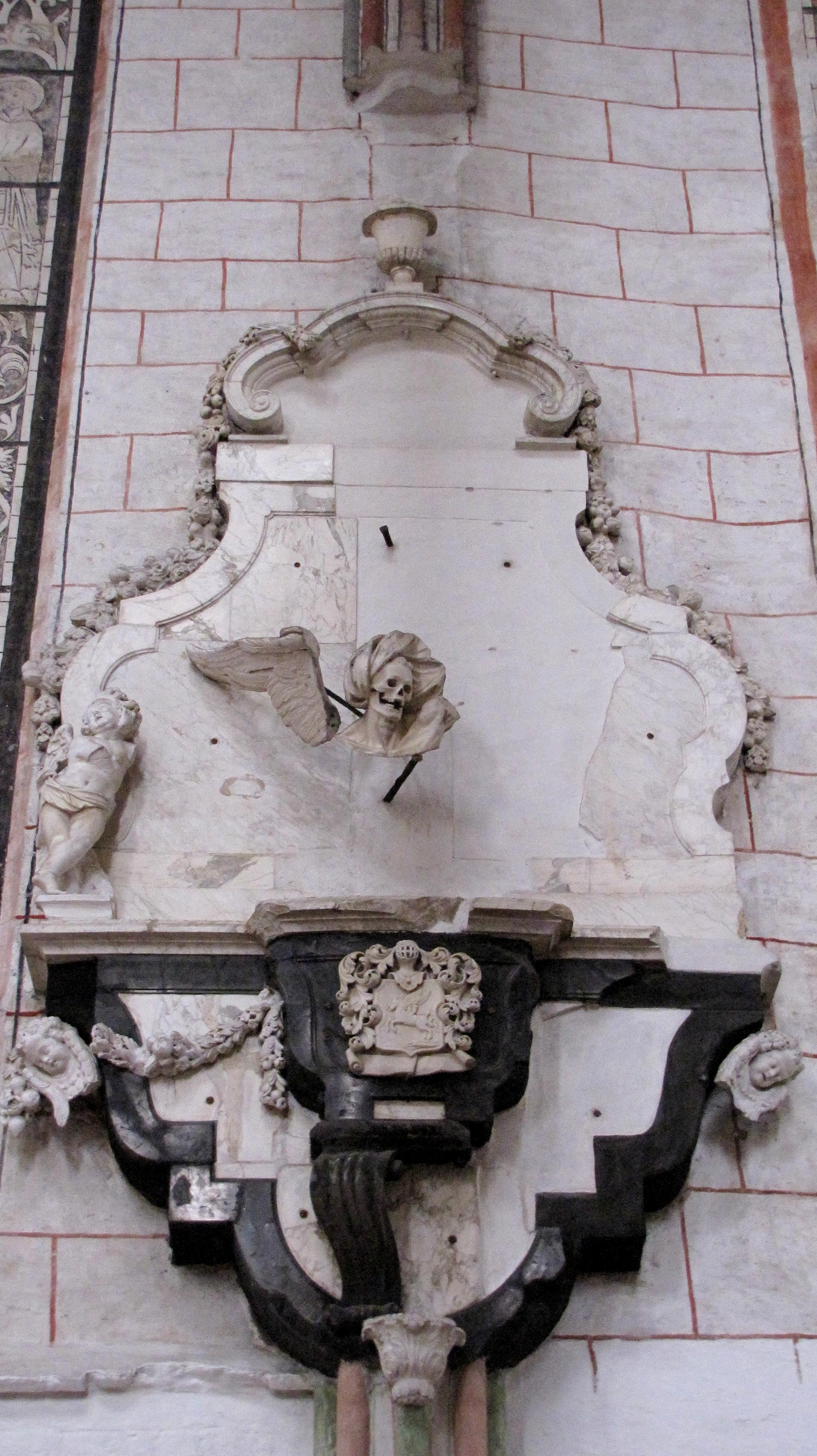
Epitaph (Zustand 2011)

Adolf Brüning (* 1634; † 8. September 1702 in Lübeck) war ein Lübecker Ratsherr der zweiten Hälfte des 17. Jahrhunderts.

## Leben
Brüning war der Sohn des westfälischen Kaufmannes Nikolaus Brüning. Dieser war nach den Aufzeichnungen Jacob von Melles selbst aus Flessen in Westfalen nach Lübeck zugewandert. Adolf Brüning war von 1656 bis 1681 Vorsteher des Lübecker Waisenhauses. 1687 wurde er in den Rat der Stadt gewählt und war dort mehrfach als Kämmereiherr tätig.
Verheiratet war er mit einer Tochter des Ratsherrn Adolf Rodde. Sein Epitaph wurde von dem flämischen Bildhauer Thomas Quellinus geschaffen und befindet sich am fünften Wandpfeiler des südlichen Seitenschiffs in der Lübecker Marienkirche. Beim Luftangriff im März 1942 schwer beschädigt, ist es nur in Teilen erhalten.
Ihm gehörte in Lübeck das Etagenmietshaus An der Untertrave 96, welches er allerdings nicht selbst bewohnte.